# Lista över offentlig konst i Höganäs kommun
Lista över offentlig konst i Höganäs kommun är en ofullständig förteckning över främst utomhusplacerad offentlig konst i Höganäs kommun.
| Titel                                       | Konstnär(er)                    | Årtal     | Beskrivning                            | Typ - material                              | Stadsdel/ort        | Plats Koordinater                                           | Bild                |
| ------------------------------------------- | ------------------------------- | --------- | -------------------------------------- | ------------------------------------------- | ------------------- | ----------------------------------------------------------- | ------------------- |
| Handen                                      | Kerstin Ahlgren                 | 2003      |                                        |                                             | Höganäs             | Hamnpiren koordinater saknas                                |                     |
| Keramiktavlor                               | Klas-Göran Klaesson             | 2012      |                                        |                                             | Höganäs             | Kvickbadet koordinater saknas                               |                     |
| Keramiktavlor                               | Klas-Göran Klaesson Allmänheten | 1992/2012 |                                        |                                             | Höganäs             | Längs hamnpiren koordinater saknas                          |                     |
| Triptyk                                     | Karin Tyrefors                  | 2002      |                                        | diabas                                      | Höganäs             | Kvickbadet koordinater saknas                               |                     |
| Spättorna Även känd som: Sjöjungfrurna      | Robert Nilsson                  | 1959      |                                        |                                             | Höganäs             | Kvickbadet koordinater saknas                               |                     |
| Tro, hopp och kärlek                        | Robert Nilsson                  | 1945      |                                        |                                             | Höganäs             | Strandgatan 11 koordinater saknas                           |                     |
| Fiskmåsar                                   | Klas-Göran Klaesson             | 1997      |                                        |                                             | Höganäs             | Sundstorget koordinater saknas                              |                     |
| Giraff                                      | Bernhard Lipsøe                 | 2006      |                                        |                                             | Höganäs             | Sundstorget koordinater saknas                              |                     |
| Landskap med får                            | Bianca Maria Barmen             | 1989      |                                        |                                             | Höganäs             | Sundstorget koordinater saknas                              |                     |
| Världsträdet                                | Marja Sikström                  | 1998      |                                        |                                             | Höganäs             | Bruksskolan koordinater saknas                              |                     |
| Dricksfontän                                | Edgar Böckman                   |           |                                        |                                             | Höganäs             | Bruksskolan, skolgård koordinater saknas                    |                     |
| Riddaren                                    | Peter Linde                     | 2004      |                                        |                                             | Höganäs             | Brukshallen koordinater saknas                              |                     |
| Se upp!                                     | Jonas Högström                  | 2002      | Bronsskulptur i tre delar              | skulpturgrupp - brons                       | Höganäs             | Nymbergs plats koordinater saknas                           |                     |
| Världsomseglare                             | Elma Oijens                     | 1965      |                                        |                                             | Höganäs             | Nymbergs plats koordinater saknas                           |                     |
| Vila                                        | Ulla Kraitz Gustav Kraitz       | 2005      |                                        |                                             | Höganäs             | Kv Eros/Gripenhörnan koordinater saknas                     |                     |
| Trygghet                                    | Ulla Kraitz                     | 2007      |                                        |                                             | Höganäs             | Kv Eros/Gripenhörnan. koordinater saknas                    | Trygghet            |
| Mormors skor                                | Josefine Axelsson               | 2010      |                                        |                                             | Höganäs             | Kv Eros koordinater saknas                                  |                     |
| Hav möter centrum                           | Per Ljungblom                   | 2008      |                                        |                                             | Höganäs             | Kv Eros koordinater saknas                                  |                     |
| Here and Here                               | Antony Gormley                  | 2003      |                                        | gjutjärn                                    | Höganäs             | Kyrkplatsen koordinater saknas                              | Here and Here       |
| Monumentalfigur                             | Christian Berg                  | 1964      |                                        |                                             | Höganäs             | Stadshuset koordinater saknas                               | Monumentalfigur     |
| Circum Sonus                                | Freddy Fraek                    | 2001      |                                        | stål                                        | Höganäs             | Storgatan koordinater saknas                                |                     |
| Handen och ögat                             | Åke Thornblad                   | 1991      |                                        |                                             | Höganäs             | Arnbergs plats koordinater saknas                           |                     |
| Kusinerna                                   | Monika Gora                     | 2014      |                                        |                                             | Höganäs             | Arnbergs plats koordinater saknas                           |                     |
| På upptäcktsfärd                            | Aline Magnusson                 | 2001      |                                        | skulpturgrupp - brons                       | Höganäs             | Storgatan koordinater saknas                                | På upptäcktsfärd    |
| Man står på huvudet                         | Jonas Högström                  | 2005      |                                        |                                             | Höganäs             | Triangelplatsen koordinater saknas                          |                     |
| Gruvdriften                                 | Helen Lindberg-Ljungquist       | 1984      |                                        |                                             | Höganäs             | Triangelplatsen/Apotekshuset koordinater saknas             |                     |
| Livets träd                                 | Katarina Gill                   | 2008      |                                        |                                             | Höganäs             | Sälgen koordinater saknas                                   |                     |
| Smultron på strå                            | Harry Oxenblå                   | 2008      |                                        |                                             | Höganäs             | Sälgen koordinater saknas                                   |                     |
| Dansande flicka                             | Torsten Renqvist                | 2002      |                                        | staty - brons                               | Höganäs             | Tivolihuset koordinater saknas                              | Dansande flicka     |
| Eric Ruuth                                  | Ferdinand Ring                  | 1861      |                                        | terracotta                                  | Höganäs             | Ruuthsparken koordinater saknas                             | Eric Ruuth          |
| Magnus Stenbock                             | Ferdinand Ring                  | 1860      |                                        |                                             | Höganäs             | Höganäs Museum koordinater saknas                           |                     |
| Mursten                                     | Per Kirkeby                     | 1994      |                                        |                                             | Höganäs             | Gruvtorget koordinater saknas                               |                     |
| Kaptenens gruva                             | Ulla Viotti                     | 2008      |                                        |                                             | Höganäs             | Kaptenens trädgård koordinater saknas                       | Kaptenens gruva     |
| Av jord, eld, vatten, luft skapade de gamle | Robert Nilsson                  | 1947      |                                        |                                             | Höganäs             | Höganäs AB, yttervägg laboratoriebyggnad koordinater saknas |                     |
| Spaljé Även känd som: Stengodsspaljé        | Elis Eriksson                   | 1950      |                                        |                                             | Höganäs             | Höganäs AB, huvudkontor koordinater saknas                  | Spaljé              |
| Venus uppstiger från sin snäcka i havet     | Robert Nilsson                  | 1960      |                                        |                                             | Höganäs             | Höganäs AB, huvudkontor koordinater saknas                  |                     |
| Mötet                                       | Lone Larsen                     | 1998      |                                        |                                             | Höganäs             | Tornlyckeskolan koordinater saknas                          |                     |
| till exempel                                | Lars Englund                    | 1997      |                                        |                                             | Höganäs             | Kullagymnasiet koordinater saknas                           | till exempel        |
| Stengodsrelief med bibliskt motiv           | Åke Holm                        | 1969      |                                        |                                             | Höganäs             | Kullagymnasiet koordinater saknas                           |                     |
| Demonstrationståget                         | Robert Nilsson Åke Holm         | 1956      |                                        |                                             | Höganäs             | Folkparken koordinater saknas                               | Demonstrationståget |
| Källan                                      | Stig Carlsson                   | 1974      |                                        |                                             | Höganäs             | Höganäs kyrkogård koordinater saknas                        |                     |
| Ur-urnor                                    | Ulla Kraitz Gustav Kraitz       | 2011      |                                        |                                             | Höganäs             | Rondellen, södra Höganäs väg 111 koordinater saknas         |                     |
| Okänd titel                                 | Lena Olsson                     | 2012      |                                        |                                             | Höganäs             | vid Keramiskt center koordinater saknas                     |                     |
| Okänd titel                                 | Klas-Göran Klaesson             |           | keramiktavlor med idrottare            |                                             | Jonstorp/Rekekroken | Jonstorpsskolan, yttervägg koordinater saknas               |                     |
| Minnesmärke över Edvard Persson             | Klas-Göran Klaesson             | 2007      |                                        | relief - keramik                            | Jonstorp/Rekekroken | Gustavs plats, Rekekroken koordinater saknas                |                     |
| Låt stå                                     | Dan Wolgers                     | 2013      |                                        | granit                                      | Jonstorp/Rekekroken | Jonstorps Bibliotek koordinater saknas                      |                     |
| Tors fiskarfänge                            | Aron Sandberg                   |           |                                        |                                             | Viken               | Vikens hamn koordinater saknas                              | Tors fiskarfänge    |
| Bamse                                       | Jonas Högström                  | 2012      |                                        |                                             | Viken               | Vikens Bibliotek koordinater saknas                         |                     |
| Tur, hopp & kärlek                          | Jonas Högström                  | 1989      |                                        | brons                                       | Viken               | hamnplanen koordinater saknas                               | Tur, hopp & kärlek  |
| Rondellutsmyckning                          | Harry Oxenblå                   | 2014      |                                        |                                             | Viken               | Bamserondellen, Höganäsvägen/Prästavägen koordinater saknas |                     |
| Väggen och Flaggstång                       | Johanna Karlin                  | 2002      | En röd flaggstång och en röd låg vägg. | Skulptur - stål, glasfiberarmerad polyester | Viken               | Hemgårdsvägen vid brf Tre gudor koordinater saknas          |                     |
| Två barn                                    | Ferdinand Ring                  |           |                                        |                                             | Väsby               | Väsby gamla skola även Ingelsträde koordinater saknas       |                     |
| Nimis                                       | Lars Vilks                      | 1980      |                                        | trä                                         | Kullaberg           | Håle stenar i Kullabergs naturreservat 56.28761, 12.53939   | Fler bilder         |
| Arx                                         | Lars Vilks                      | 1991      |                                        | sten, betong                                | Kullaberg           | Kullabergs naturreservat 56.28723, 12.54066                 | Arx                 |

## Fotnoter
1. ↑  http://www.hd.se/lokalt/hoganas/2004/04/28/nu-ska-det-anonyma-konstverket-bli-kant/